# Kinder und Kinderinnen
Kinder und Kinderinnen (ursprünglich Kinderinnen und Kinder) ist ein Schlagwort aus der Diskussion um Gendergerechte Sprache sowie ein bekannt gewordener Internet-Fake.

## Verwendung durch Katrin Göring-Eckardt
Auf dem Deutschen Evangelischen Kirchentag 2017 (24.–28. Mai) begann Katrin Göring-Eckardt ein Rede mit „Liebe Kinderinnen und Kinder“. Dies löste zum Teil heftige Reaktionen bei anderen Politikern (vorwiegend der AfD) sowie im Internet aus. Ein User beispielsweise soll „Liebe GutmenschInnen, BahnhofsklatscherInnen und OpferInnen der offenen Grenzen“ geschrieben haben, an anderer Stelle fiel das Wort „Linksgrünversiffter Hirntod“. Göring-Eckardt erklärte ihre Wortwahl mit Selbstironie und erklärte zudem, das Wortspiel stamme von der Kinderlieder-Gruppe Circus Lila. Ihre Zuhörer hätten den liebevoll-ironischen Sinn der Anrede verstanden. Zu den Reaktionen aus dem rechten Lager sagte sie. „Dass die  AfD dieses Zitat aus dem Kontext löst und dafür nutzt, gegen mich zu hetzen, sagt viel über diese Partei aus. Wer inhaltlich blank ist, fängt an, mit Dreck zu werfen.“

## Internet-Fake
Einen Monat nach der Rede von Göring-Eckardt ging erstmals das Bild von einem Schild durch mehrere Soziale Netzwerke, das angeblich auf einem Spielplatz in Hannover stand. Es hatte die Aufschrift: „Spielplatz für Kinder und Kinderinnen. Aufenthalt von 7 bis 20 Uhr gestattet.“ Als Überschrift war teilweise zu lesen: „Die Verblödung in Deutschland nimmt massiv Fahrt auf!“ Die Stadt Hannover stellte zeitnah klar, dass es sich hierbei um eine Fälschung bzw. Manipulation handelte und nicht „Kinder und Kinderinnen“ sondern „Kinder und Jugendliche“ auf dem Schild steht. Das Fake-Bild wird seither immer wieder gepostet und geteilt, mehrere Faktencheck-Seiten veröffentlichten Klarstellungen.